# U-641
El submarí alemany U-641 va ser un submarí tipus VIIC construït per la Kriegsmarine de l'Alemanya nazi per al servei durant la Segona Guerra Mundial.

## Disseny
Els submarins alemanys de tipus VIIC van ser precedits pels submarins de tipus VIIB més curts. L'U-641 tenia un desplaçament de 769 tones (757 tones llargues) quan estava a la superfície i de 871 tones (857 tones llargues) mentre estava submergit. Tenia una longitud total de 67,10 m (220 peus 2 polzades), una longitud del casc a pressió de 50,50 m (165 peus 8 polzades), una mànega de 6,20 m (20 peus 4 polzades), una alçada de 9,60 m (31 peus 6 polzades) i un calat de 4,74 m (15 peus 7 polzades). El submarí estava propulsat per dos motors dièsel sobrealimentats de sis cilindres i quatre temps Germaniawerft F46, produint un total de 2.800 a 3.200 cavalls de potència (2.060 a 2.350 kW; 2.760 a 3.160 shp) per al seu ús a la superfície, dos motors elèctrics de doble efecte BBC GG UB 720/8 que produïen un total de 750 cavalls de potència (75500 kW); shp) per utilitzar-lo submergit. Tenia dos eixos i dues hèlixs d'1,23 m (4 peus). El vaixell era capaç d'operar a profunditats de fins a 230 metres (750 peus).
El submarí tenia una velocitat màxima en superfície de 17,7 nusos (32,8 km/h; 20,4 mph) i una velocitat màxima submergida de 7,6 nusos (14,1 km/h; 8,7 mph). Quan estava submergit, el vaixell podia operar durant 80 milles nàutiques (150 km; 92 milles) a 4 nusos (7,4 km/h; 4,6 mph); mentre que a la superfície podia viatjar 8.500 milles nàutiques (15.700 km; 9.800 milles) a 10 nusos (19 km/h; 12 mph).
L'U-641 estava equipat amb cinc tubs de torpedes de 53,3 cm (21 polzades) (quatre muntats a la proa i un a la popa), catorze torpedes, un canó naval SK C/35 de 8,8cm (3,46 polzades), 220 projectils i un canó antiaeri C/30 de 2 cm (0,79 polzades). El vaixell tenia una tripulació de d'entre 44 i 60 oficials i mariners.

## Història
Se li va col·locar la quilla el 19 de novembre de 1941 a Blohm & Voss d'Hamburg, amb número de drassana 617, avarat el 6 d'agost de 1942 i assignat el 24 de setembre de 1942, sota el comandament de l'Oberleutnant zur See (despés Kptlt.) Horst Rendtel
El seu servei començà el 24 de setembre de 1942 amb entrenament a la 5a Flotilla d'U-Boot, seguit pel servei actiu des de l'1 de març de 1943 a la 7a Flotilla.
El seu servei acabà 10 mesos després, quan va ser enfonsat a l'Atlàntic Nord a la posició 50° 25′ N, 18° 49′ O / 50.417°N,18.817°O, per les càrregues de profunditat de la corbeta de la Royal Navy HMS Violet. No hi van haver supervivents.
En quatre patrulles no enfonsà cap vaixell.

### Llopades
L'641 va participar en 13 llopades]:
- Neuland (4 – 6 de març de 1943)
- Ostmark (6 – 11 de març de 1943)
- Stürmer (11 – 20 de març de 1943)
- Seewolf (21 – 30 de març de 1943)
- Mosel (19 – 24 de maig de 1943)
- Trutz (1 – 16 de juny de 1943)
- Trutz 2 (16 – 29 de juny de 1943)
- Geier 1 (30 de juny de – 14 July 1943)
- Leuthen (15 – 24 de setembre de 1943)
- Rossbach (24 de setembre de – 9 d'octubre de 1943)
- Borkum (18 de desembre de 1943 – 3 de gener de 1944)
- Borkum 2 (3 – 13 de gener de 1944)
- Rügen (13 – 19 de gener de 1944)